# Мерел де Блай
Мерел де Блай  (нід. Merel de Blaey, 2 грудня 1986) — нідерландська хокеїстка на траві, олімпійська чемпіонка.

## Виступи на Олімпіадах
| Олімпіада   | Дисципліна     | Місце |
| ----------- | -------------- | ----- |
| Лондон 2012 | хокей на траві | 1     |